# Az Amerikai Egyesült Államok az 1972. évi téli olimpiai játékokon
Az Amerikai Egyesült Államok a japán Szapporóban megrendezett 1972. évi téli olimpiai játékok egyik részt vevő nemzete volt. Az országot az olimpián 10 sportágban 103 sportoló képviselte, akik összesen 8 érmet szereztek.

## Érmesek
| Érem  | Versenyző | Sportág        | Versenyszám    |
| ----- | --- | -------------- | -------------- |
| Arany | Barbara Cochran | Alpesisí       | Női műlesiklás |
| Arany | Anne Henning | Gyorskorcsolya | Női 500 m      |
| Arany | Dianne Holum | Gyorskorcsolya | Női 1500 m     |
| Ezüst | Dianne Holum | Gyorskorcsolya | Női 3000 m     |
| Ezüst | Nemzeti válogatott Kevin Ahearn Henry Boucha Charles Brown Keith Christiansen Mike Curran Robbie Ftorek Mark Howe Stu Irving Jim McElmury Dick McGlynn Tom Mellor Ron Naslund Wally Olds Frank Sanders Craig Sarner Pete Sears Timothy Sheehy | Jégkorong      | Férfi          |
| Bronz | Susan Corrock | Alpesisí       | Női lesiklás   |
| Bronz | Anne Henning | Gyorskorcsolya | Női 1000 m     |
| Bronz | Janet Lynn | Műkorcsolya    | Női egyéni     |

## Alpesisí
Férfi
| Versenyző     | Versenyszám      | Selejtező | Selejtező | Döntő         | Döntő         | Döntő    | Döntő    | Döntő      | Döntő      |
| Versenyző     | Versenyszám      | Selejtező | Selejtező | 1. futam      | 1. futam      | 2. futam | 2. futam | Összesítés | Összesítés |
| Versenyző     | Versenyszám      | Idő       | Hely.     | Idő           | Hely.         | Idő      | Hely.    | Idő        | Helyezés   |
| ------------- | ---------------- | --------- | --------- | ------------- | ------------- | -------- | -------- | ---------- | ---------- |
| Rick Chaffee  | Műlesiklás       | 1:47,81   | 17.       | nem ért célba | nem ért célba | kiesett  | kiesett  | kiesett    | kiesett    |
| Rick Chaffee  | Óriás-műlesiklás |           |           | 1:39,23       | 36.           | 1:45,09  | 31.      | 3:24,32    | 30.        |
| Bob Cochran   | Lesiklás         |           |           |               |               |          |          | 1:53,39    | 8.         |
| Bob Cochran   | Műlesiklás       | kizárták  | kizárták  | kizárták      | kizárták      | kiesett  | kiesett  | kiesett    | kiesett    |
| Bob Cochran   | Óriás-műlesiklás |           |           | 1:35,39       | 19.           | 1:40,15  | 16.      | 3:15,54    | 17.        |
| David Currier | Lesiklás         |           |           |               |               |          |          | 1:54,96    | 17.        |
| David Currier | Óriás-műlesiklás |           |           | nem ért célba | nem ért célba | kiesett  | kiesett  | kiesett    | kiesett    |
| Hank Kashiwa  | Lesiklás         |           |           |               |               |          |          | 1:55,60    | 25.        |
| Hank Kashiwa  | Óriás-műlesiklás |           |           | 1:37,42       | 28.           | 1:40,71  | 19.      | 3:18,13    | 21.        |
| Mike Lafferty | Lesiklás         |           |           |               |               |          |          | 1:54,38    | 14.        |
| Terry Palmer  | Műlesiklás       | 1:45,82   | 13.       | 58,78         | 21.           | 55,50    | 13.      | 1:54,28    | 16.        |
| Tyler Palmer  | Műlesiklás       | kiemelt   | kiemelt   | 57,68         | 15.           | 54,37    | 4.       | 1:52,05    | 9.         |

Női
| Versenyző       | Versenyszám      | 1. futam | 1. futam | 2. futam | 2. futam | Összesítés | Összesítés |
| Versenyző       | Versenyszám      | Idő      | Hely.    | Idő      | Hely.    | Idő        | Helyezés   |
| --------------- | ---------------- | -------- | -------- | -------- | -------- | ---------- | ---------- |
| Karen Budge     | Lesiklás         |          |          |          |          | 1:40,68    | 14.        |
| Karen Budge     | Óriás-műlesiklás |          |          |          |          | 1:35,57    | 23.        |
| Patty Boydstun  | Műlesiklás       | 48,11    | 13.      | 47,48    | 9.       | 1:35,59    | 8.         |
| Barbara Cochran | Műlesiklás       | 46,05    | 1.       | 45,19    | 2.       | 1:31,24    |            |
| Barbara Cochran | Óriás-műlesiklás |          |          |          |          | 1:33,16    | 11.        |
| Marilyn Cochran | Lesiklás         |          |          |          |          | 1:41,96    | 28.        |
| Marilyn Cochran | Műlesiklás       | kizárták | kizárták | kiesett  | kiesett  | kiesett    | kiesett    |
| Marilyn Cochran | Óriás-műlesiklás |          |          |          |          | 1:35,27    | 20.        |
| Susan Corrock   | Lesiklás         |          |          |          |          | 1:37,68    |            |
| Susan Corrock   | Műlesiklás       | 48,09    | 12.      | 47,67    | 10.      | 1:35,76    | 9.*        |
| Sandy Poulsen   | Lesiklás         |          |          |          |          | 1:41,25    | 21.*       |
| Sandy Poulsen   | Óriás-műlesiklás |          |          |          |          | kizárták   | kizárták   |

* - egy másik versenyzővel azonos eredményt ért el

## Biatlon
| Versenyző                                           | Versenyszám      | Lövőhiba | Időeredmény | Helyezés |
| --------------------------------------------------- | ---------------- | -------- | ----------- | -------- |
| Jay Bowerman, Jr.                                   | 20 km egyéni     | 7        | 1:29:13,71  | 45.      |
| Dennis Donahue                                      | 20 km egyéni     | 4        | 1:23:20,39  | 24.      |
| Peter Karns                                         | 20 km egyéni     | 2        | 1:20:59,67  | 14.      |
| Terry Morse                                         | 20 km egyéni     | 7        | 1:28:40,14  | 41.      |
| Peter Karns Terry Morse Dennis Donahue Jay Bowerman | 4 × 7,5 km váltó | 1        | 1:57:24,32  | 6.       |

## Bob
| Versenyző                                         | Versenyszám | 1. futam | 1. futam | 2. futam | 2. futam | 3. futam | 3. futam | 4. futam | 4. futam | Összesítés | Összesítés |
| Versenyző                                         | Versenyszám | Idő      | Hely.    | Idő      | Hely.    | Idő      | Hely.    | Idő      | Hely.    | Idő        | Helyezés   |
| ------------------------------------------------- | ----------- | -------- | -------- | -------- | -------- | -------- | -------- | -------- | -------- | ---------- | ---------- |
| Paul Lamey Howard Siler                           | Kettes      | 1:18,13  | 16.*     | 1:16,93  | 12.      | 1:15,52  | 15.      | 1:16,04  | 16.      | 5:06,62    | 16.        |
| Bob Said Thomas Becker                            | Kettes      | 1:17,34  | 13.      | 1:17,23  | 15.*     | 1:16,66  | 21.      | 1:17,71  | 20.      | 5:08,94    | 19.        |
| Jim Hickey Jim Bridges Howard Siler Thomas Becker | Négyes      | kizárták | kizárták | kiesett  | kiesett  | kiesett  | kiesett  | kiesett  | kiesett  | kiesett    | kiesett    |
| Bob Said James Copley Ken Morris Phil Duprey      | Négyes      | 1:12,31  | 13.      | 1:12,34  | 7.       | 1:11,80  | 14.      | 1:11,98  | 12.      | 4:48,43    | 14.        |

* - egy másik csapattal azonos eredményt ért el

## Északi összetett
| Versenyző    | Síugrás | Síugrás | Sífutás | Sífutás | Sífutás | Összesítés | Összesítés |
| Versenyző    | Pont    | Hely.   | Idő     | Pont    | Hely.   | Pont       | Helyezés   |
| ------------ | ------- | ------- | ------- | ------- | ------- | ---------- | ---------- |
| Mike Devecka | 157,1   | 27.     | 50:00,0 | 205,735 | 6.      | 362,835    | 21.        |
| Bob Kendall  | 139,0   | 38.     | 54:34,0 | 164,635 | 38.     | 303,635    | 39.        |
| Jim Miller   | 139,7   | 37.     | 51:09,9 | 195,250 | 17.     | 334,950    | 34.        |
| Teyck Weed   | 129,8   | 40.     | 52:26,2 | 183,805 | 29.     | 313,605    | 38.        |

## Gyorskorcsolya
Férfi
| Versenyző       | Versenyszám | Eredmény      | Helyezés      |
| --------------- | ----------- | ------------- | ------------- |
| Neil Blatchford | 500 m       | 40,67         | 15.           |
| Dan Carroll     | 1500 m      | 2:07,24       | 7.            |
| Dan Carroll     | 5000 m      | 7:44,72       | 10.           |
| Dan Carroll     | 10 000 m    | 15:44,41      | 9.            |
| Pete Eberling   | 500 m       | 40,58         | 11.           |
| Charles Gilmore | 5000 m      | 8:03,04       | 20.           |
| Gary Jonland    | 1500 m      | 2:09,55       | 14.           |
| Clark King      | 1500 m      | 2:14,83       | 30.           |
| Clark King      | 5000 m      | 8:07,20       | 21.           |
| Clark King      | 10 000 m    | 16:39,82      | 21.           |
| Bill Lanigan    | 1500 m      | 2:12,31       | 25.           |
| Greg Lyman      | 500 m       | 41,30         | 20.           |
| John Wurster    | 500 m       | nem ért célba | nem ért célba |

Női
| Versenyző                | Versenyszám | Eredmény | Helyezés |
| ------------------------ | ----------- | -------- | -------- |
| Connie Carpenter-Phinney | 1500 m      | 2:23,93  | 7.       |
| Anne Henning             | 500 m       | 43,33    |          |
| Anne Henning             | 1000 m      | 1:31,62  |          |
| Dianne Holum             | 1000 m      | 1:32,41  | 6.       |
| Dianne Holum             | 1500 m      | 2:20,85  |          |
| Dianne Holum             | 3000 m      | 4:58,67  |          |
| Kay Lunda                | 500 m       | 44,95    | 7.       |
| Jeanne Omelenchuk        | 3000 m      | 5:32,87  | 22.      |
| Leah Poulos              | 1500 m      | 2:31,29  | 24.      |
| Leah Poulos              | 3000 m      | 5:17,38  | 17.      |
| Sheila Young             | 500 m       | 44,53    | 4.       |
| Sheila Young             | 1000 m      | 1:34,97  | 17.      |

## Jégkorong
| Amerikai férfi jégkorongcsapat-játékoskeret                                                      | Amerikai férfi jégkorongcsapat-játékoskeret                                       | Amerikai férfi jégkorongcsapat-játékoskeret                               |
| ------------------------------------------------------------------------------------------------ | --------------------------------------------------------------------------------- | ------------------------------------------------------------------------- |
| - Kevin Ahearn - Henry Boucha - Charles Brown - Keith Christiansen - Mike Curran - Robbie Ftorek | - Mark Howe - Stu Irving - Jim McElmury - Dick McGlynn - Tom Mellor - Ron Naslund | - Wally Olds - Frank Sanders - Craig Sarner - Pete Sears - Timothy Sheehy |

### Eredmények
Selejtező
| 1972. február 4. | Svájc (SUI) | 3 – 5 (1–2, 1–1, 1–2) | Egyesült Államok | Szapporo |

|  |  |  |  |  |
|  |  |  |  |  |
|  |  |  |  |  |
|  |  |  |  |  |

Hatos döntő
| 1972. február 5. | Svédország (SWE) | 5 – 1 (2–1, 1–0, 2–0) | Egyesült Államok | Szapporo |

|  |  |  |  |  |
|  |  |  |  |  |
|  |  |  |  |  |
|  |  |  |  |  |

| 1972. február 7. | Csehszlovákia (TCH) | 1 – 5 (1–1, 0–3, 0–1) | Egyesült Államok | Szapporo |

|  |  |  |  |  |
|  |  |  |  |  |
|  |  |  |  |  |
|  |  |  |  |  |

| 1972. február 9. | Szovjetunió (URS) | 7 – 2 (2–0, 3–0, 2–2) | Egyesült Államok | Szapporo |

|  |  |  |  |  |
|  |  |  |  |  |
|  |  |  |  |  |
|  |  |  |  |  |

| 1972. február 10. | Finnország (FIN) | 1 – 4 (1–2, 0–1, 0–1) | Egyesült Államok | Szapporo |

|  |  |  |  |  |
|  |  |  |  |  |
|  |  |  |  |  |
|  |  |  |  |  |

| 1972. február 12. | Egyesült Államok (USA) | 6 – 1 (2–0, 2–0, 2–1) | Lengyelország | Szapporo |

|  |  |  |  |  |
|  |  |  |  |  |
|  |  |  |  |  |
|  |  |  |  |  |

Végeredmény
| Csapat           | M | Gy | D | V | G+ | G– | Gk  | P |
| ---------------- | - | -- | - | - | -- | -- | --- | - |
| Szovjetunió      | 5 | 4  | 1 | 0 | 33 | 13 | +20 | 9 |
| Egyesült Államok | 5 | 3  | 0 | 2 | 18 | 15 | +3  | 6 |
| Csehszlovákia    | 5 | 3  | 0 | 2 | 26 | 13 | +13 | 6 |
| Svédország       | 5 | 2  | 1 | 2 | 17 | 13 | +4  | 5 |
| Finnország       | 5 | 2  | 0 | 3 | 14 | 24 | –10 | 4 |
| Lengyelország    | 5 | 0  | 0 | 5 | 9  | 39 | –30 | 0 |

- Az Egyesült Államok és Csehszlovákia között az egymás elleni eredmény (5–1) döntött.

| Csapat           | Helyezés |
| ---------------- | -------- |
| Egyesült Államok |          |

## Műkorcsolya
| Versenyző                      | Versenyszám  | Kötelező elemek   | Kötelező elemek | Kűr               | Kűr   | Összesítés                     | Összesítés                     | Összesítés                     | Összesítés                     | Összesítés                     | Összesítés                     | Összesítés                     | Összesítés                     | Összesítés                     | Összesítés        | Összesítés        | Összesítés  | Összesítés | Összesítés |
| Versenyző                      | Versenyszám  | Kötelező elemek   | Kötelező elemek | Kűr               | Kűr   | Helyezési pontszámok bírónként | Helyezési pontszámok bírónként | Helyezési pontszámok bírónként | Helyezési pontszámok bírónként | Helyezési pontszámok bírónként | Helyezési pontszámok bírónként | Helyezési pontszámok bírónként | Helyezési pontszámok bírónként | Helyezési pontszámok bírónként | Több. hely. száma | Több. hely. össz. | Hely. össz. | Pont       | Helyezés   |
| Versenyző                      | Versenyszám  | Több. hely. száma | Hely.           | Több. hely. száma | Hely. | 1                              | 2                              | 3                              | 4                              | 5                              | 6                              | 7                              | 8                              | 9                              | Több. hely. száma | Több. hely. össz. | Hely. össz. | Pont       | Helyezés   |
| ------------------------------ | ------------ | ----------------- | --------------- | ----------------- | ----- | ------------------------------ | ------------------------------ | ------------------------------ | ------------------------------ | ------------------------------ | ------------------------------ | ------------------------------ | ------------------------------ | ------------------------------ | ----------------- | ----------------- | ----------- | ---------- | ---------- |
| Kenneth Shelley                | Férfi egyéni | 5×5+              | 5.              | 6×4+              | 3.    | 4,0                            | 4,0                            | 5,0                            | 7,0                            | 2,0                            | 4,0                            | 2,0                            | 4,0                            | 7,0                            | 8×5+              | 36,0              | 43,0        | 2596,0     | 4.         |
| John Misha Petkevich           | Férfi egyéni | 5×6+              | 6.              | 5×3+              | 2.    | 4,0                            | 6,0                            | 5,0                            | 8,0                            | 6,0                            | 4,0                            | 5,0                            | 4,0                            | 5,0                            | 6×5+              | 27,0              | 47,0        | 2591,5     | 5.         |
| Gordon McKellen                | Férfi egyéni | 8×11+             | 10.             | 7×9+              | 9.    | 6,0                            | 9,0                            | 11,0                           | 4,0                            | 8,0                            | 11,0                           | 13,0                           | 12,0                           | 11,0                           | 5×10+             | 42,0              | 89,0        | 2511,0     | 11.        |
| Janet Lynn                     | Női egyéni   | 5×4+              | 4.              | 6×1+              | 1.    | 3,0                            | 3,0                            | 3,0                            | 3,0                            | 3,0                            | 3,0                            | 3,0                            | 2,0                            | 4,0                            | 8×3+              | 23,0              | 27,0        | 2663,1     |            |
| Julie Lynn Holmes              | Női egyéni   | 6×2+              | 2.              | 6×8+              | 8.    | 4,0                            | 4,0                            | 5,0                            | 7,0                            | 2,0                            | 4,0                            | 2,0                            | 4,0                            | 7,0                            | 6×4+              | 20,0              | 39,0        | 2627,0     | 4.         |
| Suna Murray                    | Női egyéni   | 5×12+             | 13.             | 7×9+              | 9.    | 12,0                           | 14,0                           | 12,0                           | 12,0                           | 12,0                           | 11,0                           | 8,0                            | 10,0                           | 11,0                           | 8×12+             | 88,0              | 102,0       | 2426,2     | 12.        |
| JoJo Starbuck Kenneth Shelley  | Páros        | 5×4+              | 4.              | 5×4+              | 4.    | 5,0                            | 4,0                            | 4,0                            | 4,0                            | 3,0                            | 3,0                            | 4,0                            | 4,0                            | 4,0                            | 8×4+              | 30,0              | 35,0        | 406,8      | 4.         |
| Melissa Militano Mark Militano | Páros        | 5×8+              | 8.              | 5×7+              | 7.    | 9,5                            | 7,0                            | 8,0                            | 9,0                            | 6,0                            | 8,0                            | 5,0                            | 7,0                            | 6,0                            | 5×7+              | 31,0              | 65,5        | 393,0      | 7.         |
| Barbara Brown Douglas Berndt   | Páros        | 5×12+             | 12.             | 5×13+             | 13.   | 14,0                           | 13,0                           | 12,0                           | 12,0                           | 11,0                           | 13,0                           | 12,0                           | 14,0                           | 13,0                           | 7×13+             | 86,0              | 114,0       | 366,9      | 12.        |

## Sífutás
Férfi
| Versenyző                                             | Versenyszám     | Eredmény      | Helyezés      |
| ----------------------------------------------------- | --------------- | ------------- | ------------- |
| Tim Caldwell                                          | 15 km           | 51:17,92      | 54.           |
| Everett Dunklee                                       | 15 km           | 49:52,20      | 44.           |
| Everett Dunklee                                       | 50 km           | 2:56:42,49    | 27.           |
| Mike Elliott                                          | 30 km           | 1:43:15,03    | 26.           |
| Mike Gallagher                                        | 30 km           | 1:43:39,41    | 30.           |
| Bob Gray                                              | 30 km           | 1:46:38,31    | 42.           |
| Bob Gray                                              | 50 km           | 3:01:15,37    | 33.           |
| Larry Martin                                          | 15 km           | 53:13,91      | 58.           |
| Clark Matis                                           | 30 km           | 1:52:18,52    | 53.           |
| Joe McNulty                                           | 50 km           | nem ért célba | nem ért célba |
| Gene Morgan                                           | 50 km           | 2:54:01,52    | 24.           |
| Ronny Yeager                                          | 15 km           | 51:36,54      | 55.           |
| Tim Caldwell Mike Gallagher Larry Martin Mike Elliott | 4 × 10 km váltó | 2:14:37,28    | 12.           |

Női
| Versenyző                                          | Versenyszám    | Eredmény | Helyezés |
| -------------------------------------------------- | -------------- | -------- | -------- |
| Barbara Britch                                     | 5 km           | 18:18,37 | 31.      |
| Trina Hosmer                                       | 10 km          | 40:40,56 | 41.      |
| Margie Mahoney                                     | 5 km           | 19:15,13 | 39.      |
| Margie Mahoney                                     | 10 km          | 39:27,95 | 36.      |
| Alison Owen-Spencer                                | 5 km           | 18:54,76 | 36.      |
| Alison Owen-Spencer                                | 10 km          | 38:50,05 | 35.      |
| Martha Rockwell                                    | 5 km           | 17:50,34 | 18.      |
| Martha Rockwell                                    | 10 km          | 36:34,22 | 16.      |
| Barbara Britch Alison Owen-Spencer Martha Rockwell | 3 × 5 km váltó | 53:38,60 | 11.      |

## Síugrás
| Versenyző    | Versenyszám | 1. ugrás | 1. ugrás | 1. ugrás | 2. ugrás | 2. ugrás | 2. ugrás | Összesítés | Összesítés |
| Versenyző    | Versenyszám | Távolság | Pont     | Hely.    | Távolság | Pont     | Hely.    | Pont       | Helyezés   |
| ------------ | ----------- | -------- | -------- | -------- | -------- | -------- | -------- | ---------- | ---------- |
| Scott Berry  | Normálsánc  | 67,5     | 87,7     | 53.      | 66,0     | 84,3     | 50.*     | 172,0      | 52.        |
| Scott Berry  | Nagysánc    | 79,0     | 76,1     | 42.      | 81,5     | 75,6     | 42.      | 151,7      | 47.        |
| Jerry Martin | Normálsánc  | 76,0     | 105,3    | 26.      | 69,5     | 91,9     | 42.      | 197,2      | 34.        |
| Jerry Martin | Nagysánc    | 89,0     | 89,1     | 28.      | 77,5     | 74,0     | 44.      | 163,1      | 36.        |
| Ron Steele   | Normálsánc  | 75,0     | 99,2     | 39.      | 71,5     | 93,1     | 39.      | 192,3      | 41.        |
| Ron Steele   | Nagysánc    | 86,5     | 86,6     | 32.      | 89,0     | 91,1     | 17.      | 177,7      | 25.        |
| Greg Swor    | Normálsánc  | 70,5     | 93,0     | 46.*     | 67,0     | 86,4     | 48.      | 179,4      | 50.        |
| Greg Swor    | Nagysánc    | 80,5     | 77,2     | 41.      | 91,5     | 95,6     | 12.      | 172,8      | 30.        |

* - egy másik versenyzővel azonos eredményt ért el

## Szánkó
| Versenyző                        | Versenyszám | 1. futam      | 1. futam      | 2. futam | 2. futam | 3. futam | 3. futam | 4. futam | 4. futam | Összesítés | Összesítés |
| Versenyző                        | Versenyszám | Idő           | Hely.         | Idő      | Hely.    | Idő      | Hely.    | Idő      | Hely.    | Idő        | Helyezés   |
| -------------------------------- | ----------- | ------------- | ------------- | -------- | -------- | -------- | -------- | -------- | -------- | ---------- | ---------- |
| Ralph Havens                     | Férfi egyes | 55,17         | 30.           | 54,84    | 28.      | 54,31    | 32.      | 54,00    | 32.      | 3:38,32    | 32.        |
| James Murray                     | Férfi egyes | 55,31         | 33.           | 55,22    | 34.      | 53,94    | 27.      | 53,46    | 23.      | 3:37,93    | 28.        |
| Terry O'Brien                    | Férfi egyes | 55,41         | 34.           | 55,17    | 32.      | 54,02    | 28.      | 53,64    | 26.      | 3:38,24    | 31.        |
| Bob Rock, Jr.                    | Férfi egyes | 55,98         | 38.           | 55,25    | 35.      | 53,85    | 26.      | 1:13,96  | 44.      | 3:59,04    | 44.        |
| Peggy Frair                      | Női egyes   | nem ért célba | nem ért célba | kiesett  | kiesett  | kiesett  | kiesett  | kiesett  | kiesett  | kiesett    | kiesett    |
| Kathleen Ann Roberts-Homstad     | Női egyes   | 47,68         | 19.           | 46,64    | 15.      | 46,17    | 14.      | 45,49    | 12.*     | 3:05,98    | 15.        |
| Jack Elder Frank Jones           | Kettes      | 46,48         | 16.           | 46,11    | 14.      |          |          |          |          | 1:32,59    | 15.        |
| Robert Berkley Richard Cavanaugh | Kettes      | 46,58         | 17.           | 46,59    | 17.      |          |          |          |          | 1:33,17    | 17.        |